# Grand Prix Cycliste de Québec 2012
3. edycja wyścigu kolarskiego Grand Prix Cycliste de Québec odbyła się w dniu 7 września 2012 roku i liczyła 201,6 km. Start i meta wyścigu znajdowała się w Québec. Wyścig ten figurował w rankingu światowym UCI World Tour 2012.
Zwyciężył po raz pierwszy w tym wyścigu Australijczyk Simon Gerrans, kolarz grupy Orica-GreenEDGE, dla którego był to trzeci triumf w wyścigu UCI World Tour 2012. Drugi był Belg Greg Van Avermaet, a trzeci Portugalczyk Rui Costa. 
W wyścigu startowało dwóch Polaków: Michał Gołaś jeżdżący w grupie Omega Pharma-Quick Step (był 66.) i Jarosław Marycz z Team Saxo Bank-Tinkoff Bank, który zajął na mecie 71. miejsce.

## Uczestnicy
Na starcie tego klasycznego wyścigu stanęły 22 ekipy, osiemnaście drużyn jeżdżących w UCI World Tour 2012 i cztery zespoły zaproszone przez organizatorów z tzw. "dziką kartą".
| Numery  | Kod | Drużyna                 |
| ------- | --- | ----------------------- |
| 1-8     | GRS | Garmin-Sharp            |
| 11-18   | EUC | Team Europcar           |
| 21-28   | BMC | BMC Racing Team         |
| 31-38   | MOV | Movistar Team           |
| 41-48   | SKY | Sky Procycling          |
| 51-58   | LIQ | Liquigas-Cannondale     |
| 61-68   | OPQ | Omega Pharma-Quick Step |
| 71-78   | KAT | Team Katusha            |
| 81-88   | OGE | Orica-GreenEDGE         |
| 91-98   | AST | Pro Team Astana         |
| 101-108 | LTB | Lotto-Belisol           |

| Numery  | Kod | Drużyna                     |
| ------- | --- | --------------------------- |
| 111-118 | RAB | Rabobank Cycling Team       |
| 121-128 | RNT | RadioShack-Nissan           |
| 131-138 | EUS | Euskaltel-Euskadi           |
| 141-148 | LAM | Lampre-ISD                  |
| 151-158 | VCD | Vacansoleil-DCM             |
| 161-168 | FDJ | FDJ-BigMat                  |
| 171-178 | ALM | Ag2r-La Mondiale            |
| 181-188 | STB | Team Saxo Bank-Tinkoff Bank |
| 191-198 | COF | Cofidis                     |
| 201-208 | CSM | SpiderTech-C10              |
| 211-218 |     | Reprezentacja Kanady        |

## Klasyfikacja generalna
| M-ce | Imię i nazwisko   | Kraj       | Drużyna                 | Czas       |
| ---- | ----------------- | ---------- | ----------------------- | ---------- |
| 1.   | Simon Gerrans     | Australia  | Orica-GreenEDGE         | 4h 53' 04" |
| 2    | Greg Van Avermaet | Belgia     | BMC Racing Team         | + 0"       |
| 3    | Rui Costa         | Portugalia | Team Movistar           | + 4"       |
| 4    | Luca Paolini      | Włochy     | Team Katusha            | + 4"       |
| 5    | Tom-Jelte Slagter | Holandia   | Rabobank Cycling Team   | + 4"       |
| 6    | Diego Ulissi      | Włochy     | Lampre-ISD              | + 4"       |
| 7    | Thomas Voeckler   | Francja    | Team Europcar           | + 4"       |
| 8    | Fabian Wegmann    | Niemcy     | Garmin-Sharp            | + 4"       |
| 9    | Gerald Ciolek     | Niemcy     | Omega Pharma-Quick Step | + 4"       |
| 10   | François Parisien | Kanada     | SpiderTech-C10          | + 4"       |